# Zheng Ji
Zheng Ji (chinês: 郑集; 6 de maio de 1900 – 29 de julho de 2010) foi um nutricionista e bioquímico chinês, creditado como o "pai da ciência nutricional moderna". Ele era considerado o professor vivo mais velho do mundo e o fundador da ciência moderna da nutrição na China.

## Carreira
Em 1924, Zheng Ji passou no exame de admissão para a Universidade Nacional do Sudeste em 1929. Em 1930, ele foi para a América para estudar, especializando-se em bioquímica no estado de Ohio. Ele também participou da Universidade Yale e da Universidade de Indiana, e em 1936 obteve seu PhD.
Ao retornar à China, ele serviu sucessivamente como pesquisador do Instituto de Pesquisa Científica da China; como professor da Central Medical School; como professor de bioquímica e chefe de departamento, simultaneamente, na Escola Médica Militar da China Oriental; como professor na Faculdade de Medicina Militar Número 4; e como professor de biologia e chefe do departamento de ensino e pesquisa de bioquímica na Nanjing Medical School.
Em 1945, na Escola Médica Central, ele estabeleceu um instituto de pesquisa em bioquímica para formar estudantes de pós-graduação. Esta foi a primeira organização formal na China a ensinar bioquímica aos estudantes de pós-graduação, formando um grande número de alunos que trabalharam em vários campos. Depois de completar 70 anos, ele começou a estudar a bioquímica da velhice, propondo uma teoria do desequilíbrio metabólico, formando a base da bioquímica geriátrica na China.
Ele participou do estabelecimento da Sociedade Chinesa de Nutrição e, mais tarde, da Sociedade de Bioquímica. Ele era um ex-presidente da Associação dos Professores da Universidade Central e o primeiro presidente do conselho da Sociedade de Nutrição Chinesa.
Zheng Ji completou 110 anos em maio de 2010 e na época era o professor vivo mais velho do mundo. Ele passou a maior parte de sua vida ensinando na escola de medicina e no departamento de biologia da Universidade de Nanjing.

## Vida pessoal
Nos últimos anos, antes de sua morte, ele vendeu bens familiares, como a casa de sua família, usando os recursos para fazer doações tanto para a universidade como para a sociedade em geral, e criar uma bolsa de estudos para estudantes carentes e uma dotação científica.
Zheng Ji morreu em 29 de julho de 2010.